# Dysdera apenninica
Dysdera apenninica är en spindelart som beskrevs av Pietro Alicata 1964. Dysdera apenninica ingår i släktet Dysdera och familjen ringögonspindlar.
Artens utbredningsområde är Italien. Utöver nominatformen finns också underarten D. a. aprutiana.